# Сезон ФК «Карпати» (Львів) 1992—1993
| «Карпати» (Львів) у сезоні 1992—1993 | «Карпати» (Львів) у сезоні 1992—1993      |
| ------------------------------------ | ----------------------------------------- |
| Ліга                                 | Вища ліга                                 |
| Місце в лізі                         | 6-е                                       |
| Раунд у Кубку                        | Фінал                                     |
| Головний тренер                      | Мирон Маркевич                            |
| Тренери                              | Юрій Дячук-Ставицький, Володимир Журавчак |
| Президент, начальник команди         | Богдан Кобрин                             |
| Стадіон                              | «Україна» (Львів)                         |
| Капітан                              | Юрій Мокрицький                           |
| Найбільше матчів у лізі              | Василь Леськів, Юрій Мокрицький — по 29   |
| Найкращий бомбардир у лізі           | Ігор Плотко — 7                           |

Сезон «Карпат» (Львів) 1992—1993 — двадцять п'ятий сезон «Карпат» (Львів). У вищій лізі чемпіонату України команда посіла 6-е місце серед 16 команд. У Кубку України дійшла до фіналу, де поступилася з рахунком 1:2 київському «Динамо» і здобула право виступати у наступному сезоні у розіграші кубка кубків УЄФА.

## Чемпіонат
| Місце | Клуб                       | «Карпати» — клуб | «Карпати» — клуб | І  | В  | Н  | П  | М     | О  |
| Місце | Клуб                       | удома            | у гостях         | І  | В  | Н  | П  | М     | О  |
| ----- | -------------------------- | ---------------- | ---------------- | -- | -- | -- | -- | ----- | -- |
|       | «Динамо» (Київ)            | 0:0              | 0:0              | 30 | 18 | 8  | 4  | 59-14 | 44 |
|       | «Дніпро» (Дніпропетровськ) | 1:1              | 0:1              | 30 | 18 | 8  | 4  | 51-20 | 44 |
|       | «Чорноморець» (Одеса)      | 4:3              | 0:4              | 30 | 17 | 4  | 9  | 43-31 | 38 |
| 4     | «Шахтар» (Донецьк)         | 1:1              | 0:0              | 30 | 11 | 12 | 7  | 44-32 | 34 |
| 5     | «Металіст» (Харків)        | 0:0              | 1:2              | 30 | 12 | 7  | 11 | 37-34 | 31 |
| 6     | «Карпати» (Львів)          |                  |                  | 30 | 10 | 10 | 10 | 37-38 | 30 |
| 7     | «Металург» (Запоріжжя)     | 2:0              | 0:3              | 30 | 10 | 9  | 11 | 38-35 | 29 |
| 8     | «Кривбас» (Кривий Ріг)     | 1:0              | 2:3              | 30 | 8  | 11 | 11 | 27-40 | 27 |
| 9     | «Кремінь» (Кременчук)      | 0:0              | 0:0              | 30 | 8  | 11 | 11 | 23-40 | 27 |
| 10    | «Таврія» (Сімферополь)     | 2:0              | 0:0              | 30 | 11 | 4  | 15 | 30-39 | 26 |
| 11    | «Волинь» (Луцьк)           | 2:1              | 2:3              | 30 | 10 | 6  | 14 | 37-54 | 26 |
| 12    | «Буковина» (Чернівці)      | 3:1              | 2:4              | 30 | 9  | 8  | 13 | 27-32 | 26 |
| 13    | «Торпедо» (Запоріжжя)      | 3:1              | 2:3              | 30 | 9  | 7  | 14 | 32-40 | 25 |
| 14    | «Нива» (Тернопіль)         | 2:0              | 1:2              | 30 | 8  | 9  | 13 | 22-25 | 25 |
| 15    | «Зоря-МАЛС» (Луганськ)     | 3:1              | 0:2              | 30 | 10 | 4  | 16 | 26-46 | 24 |
| 16    | «Верес» (Рівне)            | 2:1              | 1:1              | 30 | 9  | 6  | 15 | 29-42 | 24 |

### Статистика гравців
У чемпіонаті за клуб виступали 33 гравці:
| Футболіст                        | Дата народження   | Ігри     | Голи     |          |          |
| Воротарі                         | Воротарі          | Воротарі | Воротарі | Воротарі | Воротарі |
| -------------------------------- | ----------------- | -------- | -------- | -------- | -------- |
| Жилкін Геннадій Володимирович    | 3 серпня 1969     | 1        | 2п       |          |          |
| Стронціцький Богдан Едуардович   | 13 січня 1968     | 23       | 22п      |          |          |
| Чабан Сергій Федорович           | 31 серпня 1960    | 7        | 14п      |          |          |
| Захисники                        |                   |          |          |          |          |
| Бенько Олег Іванович             | 21 жовтня 1969    | 13       | 0        |          |          |
| Бойчишин Олег Іванович           | 12 серпня 1973    | 8        | 1        |          |          |
| Каліщук Микола Володимирович     | 26 листопада 1967 | 9        | 1        |          |          |
| Мокрицький Юрій Ярославович      | 16 жовтня 1970    | 29       | 0        |          |          |
| Павлюх Іван Богданович           | 12 серпня 1976    | 6        | 0        |          |          |
| Романишин Сергій Володимирович   | 3 вересня 1975    | 19       | 0        |          |          |
| Сапуга Андрій Михайлович         | 4 жовтня 1976     | 2        | 0        |          |          |
| Сич Микола Анатолійович          | 7 лютого 1971     | 6        | 0        |          |          |
| Чижевський Олександр Арсенійович | 27 травня 1971    | 26       | 1        |          |          |
| Шулятицький Юрій Юрій-Йосипович  | 11 серпня 1970    | 2        | 0        |          |          |
| Півзахисники                     |                   |          |          |          |          |
| Гузенко Андрій Леонідович        | 19 лютого 1973    | 9        | 0        |          |          |
| Ковалюк Володимир Васильович     | 3 березня 1972    | 13       | 0        |          |          |
| Лапко Микола Романович           | 11 жовтня 1976    | 3        | 0        |          |          |
| Леськів Василь Іванович          | 20 грудня 1963    | 29       | 2        |          |          |
| Мазур Дмитро Анатолійович        | 17 березня 1967   | 25       | 4        |          |          |
| Ошийко Василь Любомирович        | 13 січня 1973     | 4        | 0        |          |          |
| Петрик Анатолій Степанович       | 7 грудня 1963     | 6        | 1        |          |          |
| Різник Володимир Йосипович       | 15 лютого 1966    | 18       | 1        |          |          |
| Рафальчук Віктор Казимирович     | 30 травня 1962    | 5        | 1        |          |          |
| Слука Микола Васильович          | 24 жовтня 1964    | 3        | 0        |          |          |
| Стельмах Михайло Андрійович      | 29 квітня 1966    | 25       | 0        |          |          |
| Толочко Роман Любомирович        | 11 грудня 1968    | 10       | 0        |          |          |
| Топчієв Дмитро Миколайович       | 25 вересня 1966   | 15       | 1        |          |          |
| Нападники                        |                   |          |          |          |          |
| Гарас Олег Зіновійович           | 5 грудня 1976     | 1        | 0        |          |          |
| Гусін Андрій Леонідович          | 11 грудня 1972    | 17       | 4        |          |          |
| Забранський Руслан Михайлович    | 10 березня 1971   | 3        | 0        |          |          |
| Кардаш Василь Ярославович        | 14 січня 1973     | 14       | 4        |          |          |
| Козак Ярослав Миколайович        | 12 квітня 1967    | 12       | 4        |          |          |
| Плотко Ігор Володимирович        | 9 червня 1966     | 28       | 7        |          |          |
| Покладок Андрій Ярославович      | 21 червня 1971    | 21       | 5        |          |          |

## Кубок України
| Етап | Дата              | Господар               | Рахунок | Гість                  |
| ---- | ----------------- | ---------------------- | ------- | ---------------------- |
| 1/16 | 2 вересня 1992    | «Евіс» (Миколаїв)      | 1:0     | «Карпати» (Львів)      |
| 1/16 | 7 жовтня 1992     | «Карпати» (Львів)      | 3:0     | «Евіс» (Миколаїв)      |
| 1/8  | 25 листопада 1992 | СК «Одеса»             | 0:0     | «Карпати» (Львів)      |
| 1/8  | 29 листопада 1992 | «Карпати» (Львів)      | 3:2     | СК «Одеса»             |
| 1/4  | 24 березня 1993   | «Металург» (Запоріжжя) | 0:1     | «Карпати» (Львів)      |
| 1/4  | 7 квітня 1993     | «Карпати» (Львів)      | 2:1     | «Металург» (Запоріжжя) |
| 1/2  | 20 квітня 1993    | «Торпедо» (Запоріжжя)  | 0:1     | «Карпати» (Львів)      |
| 1/2  | 11 травня 1993    | «Карпати» (Львів)      | 2:1     | «Торпедо» (Запоріжжя)  |

### Фінал
| 30 травня 1993 року. +17 °C |

| «Динамо» (Київ)          | 2:1      | «Карпати» (Львів) |
| ------------------------ | -------- | ----------------- |
| Леоненко 23' Топчієв 64' | протокол | Плотко 89' (пен.) |

| Київ, Республіканський стадіон Глядачів: 47 000 Арбітр: Володимир П'яних (Донецьк) |

| «Динамо» | «Карпати» |

| Динамо:         |    |                      |     |
|                 |    |                      |     |
| ВР              | 1  | Ігор Кутєпов         |     |
| ПЗ              | 2  | Олег Лужний (к)      |     |
| ЗХ              | 3  | Віталій Пономаренко  |     |
| ЗХ              | 4  | В'ячеслав Хруслов    | 85' |
| ЗХ              | 5  | Сергій Шматоваленко  |     |
| ПЗ              | 6  | Сергій Ребров        | 40' |
| ЗХ              | 7  | Андрій Анненков      |     |
| ЗХ              | 8  | Юрій Грицина         | 64' |
| ПЗ              | 9  | Дмитро Топчієв       | 64' |
| НП              | 10 | Віктор Леоненко      | 23' |
| НП              | 11 | Анатолій Безсмертний |     |
| Заміни:         |    |                      |     |
| ЗХ              | 12 | Володимир Шаран      | 85' |
| ПЗ              | 13 | Сергій Ковалець      | 40' |
| НП              | 14 | Павло Шкапенко       | 64' |
| Тренер:         |    |                      |     |
| Михайло Фоменко |    |                      |     |

| Карпати:       |    |                      |            |
|                |    |                      |            |
| ВР             | 1  | Богдан Стронціцький  |            |
| ЗХ             | 2  | Сергій Романишин     |            |
| ПЗ             | 3  | Олександр Чижевський |            |
| ПЗ             | 4  | Андрій Гусін         |            |
| МПЗ            | 5  | Юрій Мокрицький (к)  | 56'        |
| НП             | 6  | Анатолій Петрик      |            |
| ЗХ             | 7  | Василь Кардаш        |            |
| ЗХ             | 8  | Василь Леськів       |            |
| ПЗ             | 9  | Юрій Шулятицький     | 46'        |
| НП             | 10 | Ігор Плотко          | 89' (пен.) |
| ЗХ             | 11 | Михайло Стельмах     | 77'        |
| Заміни:        |    |                      |            |
| ЗХ             | 12 | Микола Каліщук       | 46'        |
| НП             | 13 | Дмитро Мазур         | 77'        |
| Тренер:        |    |                      |            |
| Мирон Маркевич |    |                      |            |

| Особи - Асиситенти арбітра: - Степан Сельменський (Ужгород) - Віктор Головко (Дніпропетровськ) - Четвертий рефері: Ігор Ярменчук (Київ) |